# Deroceras bureschi
Deroceras bureschi is een slakkensoort uit de familie van de Agriolimacidae. De wetenschappelijke naam van de soort is voor het eerst geldig gepubliceerd in 1934 door H. Wagner.